# Ниссен, Бенедикт Момме
Бенедикт Момме Ниссен (нем. Benedikt Momme Nissen; 26 апреля 1870[…], Deezbüll, Шлезвиг-Гольштейн — 24 июня 1943, Иланц) — немецкий писатель и художник.

## Жизнь и творчество
Родился и вырос в Северной Фрисландии (нынешняя земля Шлезвиг-Гольштейн). Находясь под влиянием своих дядей-художников, Карла Людвига и Кристиана Йессенов, уже в юные годы решил стать живописцем. В 1886—1889 годы, при поддержке Ганса Петера Феддерсена, обучается в Саксонской художественной школе в Веймаре. Среди его преподавателей следует назвать Леопольда Карла, графа фон Калькрёйта, Макса Теди и пейзажиста Теодора Хагена. С 1891 года он сотрудничает с журналами «Лоцман» (нем. Der Lotse) и «Художественные ценности» (нем. Der Kunstwart). В 1901 году Ниссен, лютеранин по вероисповеданию, переходит в католичество и с 1902 года живёт в Мюнхене. При посредничестве ротенбургского епископа Пауля фон Кеплера Ниссен был представлен папе римскому Льву XIII в 1903 году, и при помощи кёльнского кардинала-архиепископа Антона Фишера — папе Пию Х в 1910 году, и создал портреты обоих пап. В 1914 году художник переезжает вместе со своей матерью в Альтётинг и издаёт в 1922 году здесь работу поэта и писателя Юлиуса Лангбена, у которого служил начиная с 1891 года секретарём — его «Рембрандт-воспитатель».
В 1916 году Момме Ниссен вступает в доминиканский орден и получает имя Бенедикт. Часто приезжает, живёт и работает в Берлине, становится членом гамбургского Союза художников. С 1935 года живёт и работает в Иланце, в Швейцарии. Из полотен и рисунков Б. М. Ниссена наиболее интересны его картины, посвящённые Северной Фрисландии, также портреты. Писательский архив Ниссена хранится в Университетской библиотеке Гамбурга и в архиве доминиканского ордена его провинции Тевтония (Dominikanerprovinz Teutonia) в Кёльне. Он был автором искусствоведческих работ и биографических описаний творчества художников прошлого.

## Галерея

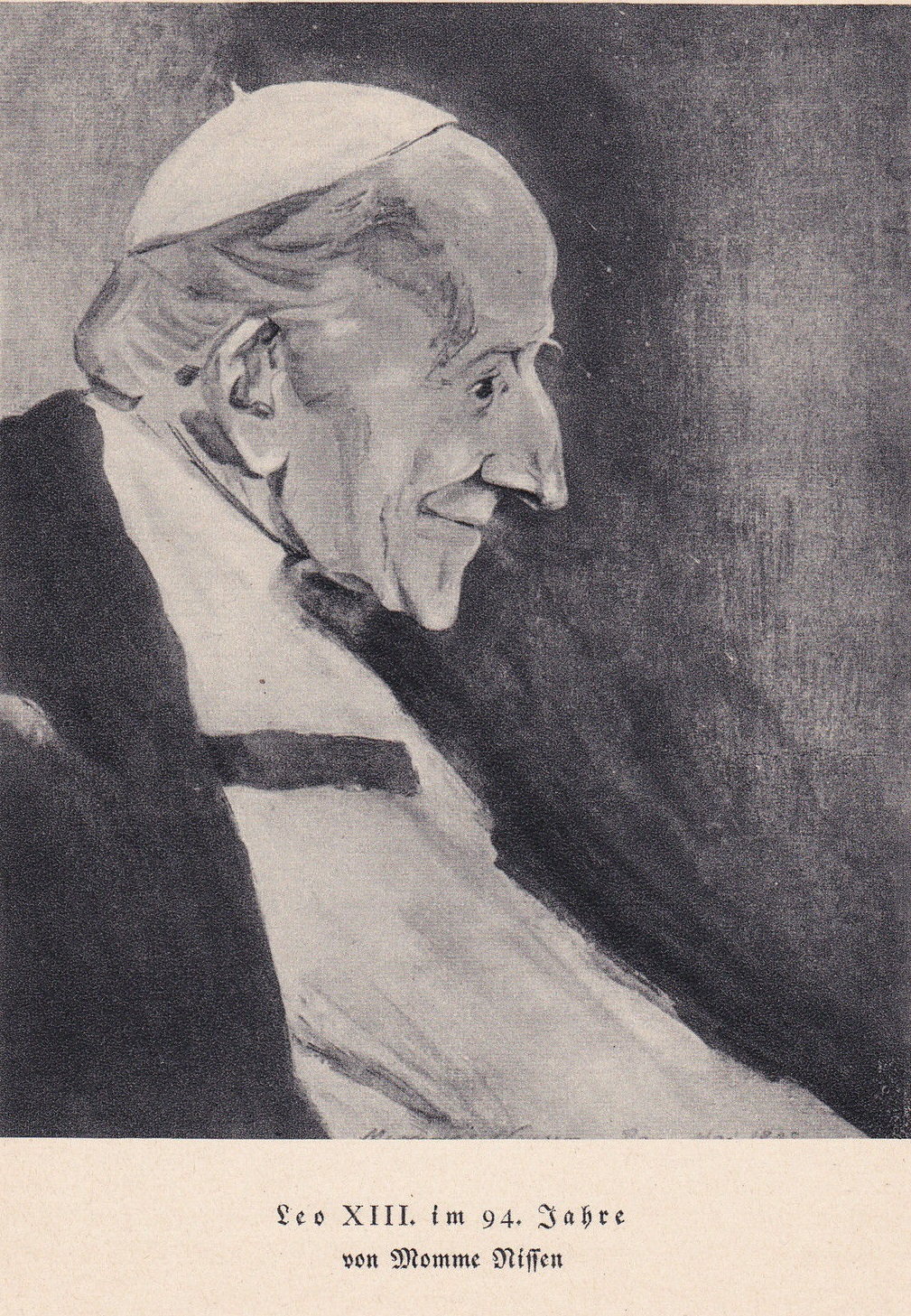
Портрет папы римского Лео XIII
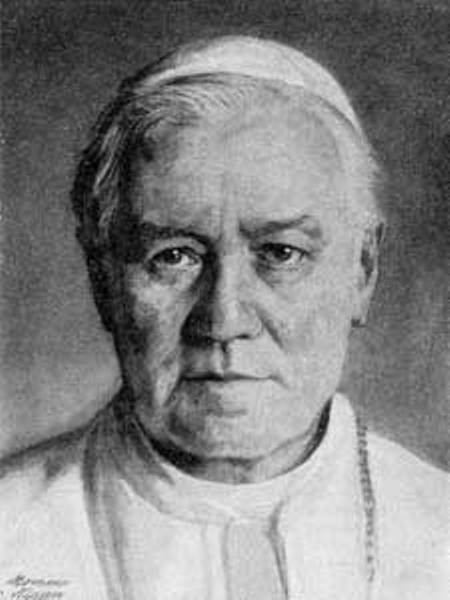
Портрет папы римского Пия Х
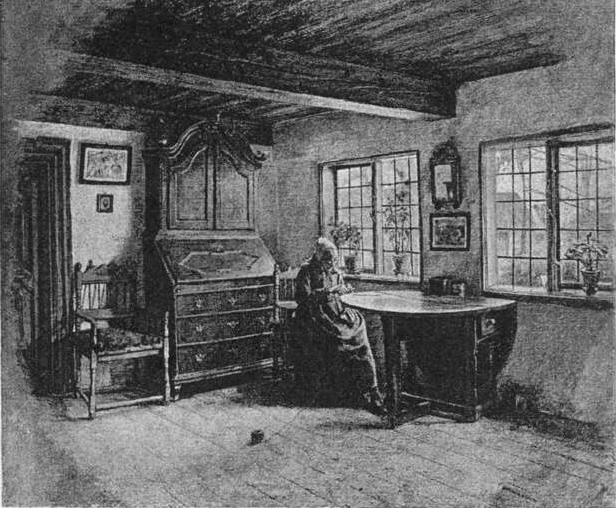
В крестьянском доме (1890)
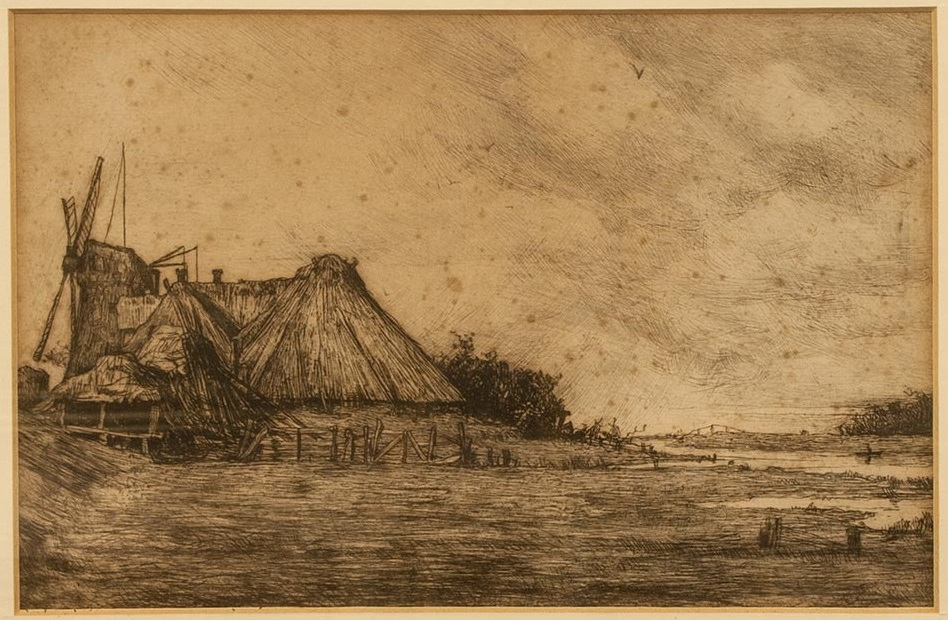
Фрисландская мельница (1900 -е годы)

## Сочинения (избранное)
- Dem Andenken an Paul Beckert. в: Die christliche Kunst. Monatsschrift für alle Gebiete der christlichen Kunst und Kunstwissenschaft in Verbindung mit der Deutschen Gesellschaft für christliche Kunst. 6. Heft, 1924. Hrsg. v. der Gesellschaft für christliche Kunst GmbH München.
- Der Rembrandtdeutsche Julius Langbehn. Von seinem Freunde Benedikt Momme Nissen. Herder & Co. Verlagsbuchhandlung, Freiburg im Breisgau 1926.
- Julius Langbehn, Benedikt Momme Nissen: Dürer als Führer. Vom Rembrandtdeutschen und seinem Gehilfen. Mit einem Brief von Hans Thoma. Verlag Josef Müller, München 1928.
- Die Kunst Rembrandts. Bilderbuch zu Rembrandt als Erzieher. Verlag Josef Müller, München 1929.
- Julius Langbehn, Benedikt Momme Nissen: Der Geist des Ganzen. Herder & Co. Verlagsbuchhandlung. Freiburg im Breisgau 1932.
- Kultur der Seele. Priester, Denker, Künstler in Kirche und Volk. Verlag Herder, Freiburg im Breisgau 1935.
- Zeige was du glaubst. Ilanz 1936. (als Manuskript in der Staats- und Universitätsbibliothek Hamburg)
- Wie ein Deutscher zu Christus kam. Der Weg des Rembrandt-Deutschen Julius Langbehn. Paulusverlag, Recklinghausen 1937.
- Meine Seele in der Welt. Bekenntnisbuch vom Maler und Predigerbruder Benedikt Momme Nissen. Herder & Co. Verlagsbuchhandlung, Freiburg im Breisgau 1940.
- Die eine Kirche. Benziger Verlag, Einsiedeln 1943.
- Meine Seele im Reiche Gottes. Bekenntnisbuch 2. Teil von Pater Benedikt Momme Nissen OP, als Manuskript gedruckt. Hrsg. v. Antonio Gayen. Selbstverlag Antonio Gayen, Hamburg 1975.